# Jermain Defoe
Jermain Colin Defoe (nascut el 7 d'octubre del 1982 a Beckton, Londres) va ser un futbolista professional anglès que, entre d'altres, va jugar al Tottenham Hotspur FC i la selecció anglesa de futbol.
Defoe començà la seua carrera al Charlton Athletic, unint-se als juvenils a l'edat dels catorze, després s'uní al West Ham United FC a l'edat del setze, pujant de categories. Feu el seu debut professional amb el West Ham en 2000, i després d'un llarg temps cedit al AFC Bournemouth en la temporada 2000–01, s'establí al planter del West Ham. Seguí una transferència al Tottenham Hotspur FC en 2004 poc després, i Defoe també passà un any al Portsmouth FC després que es considerara excedent per a les necessitats de White Hart Lane. Fou en gener del 2009 quan retornà fitxat al Tottenham.
Defoe feu el seu debut amb Anglaterra en 2004 i fins al setembre del 2009, ha jugat 36 partits, i marcat 11 gols.
Nascut a Beckton, Londres, d'una mare St. Lluciana i un pare dominicà, Defoe va assistir a l'Escola Primària de St Joachim en Custom House i a la St Bonaventure's Catholic Comprehensive School en Forest Gate, Londres.